# Етноортопедія
Етноортопедія – міждисципліна етноботаніки, яка вивчає знання різних етнічних племен/спільнот про середовище та загоєння кісток.